# 다우리아사슴벌레
다우리아사슴벌레는 한국, 중국, 일본 등지에 서식하는 소형 사슴벌레이다. 몸은 밤색이며 수컷의 턱은 끝이 두 갈래로 갈라져 있다. 애사슴벌레보다 크기가 작고,1~2개월의 짧은 수명을 가지고 있으며, 다소 성질이 급하다. 썩은 참나무를 먹는 여느 사슴벌레들과는 달리 다우리아사슴벌레의 애벌레는 벚나무를 먹는다.

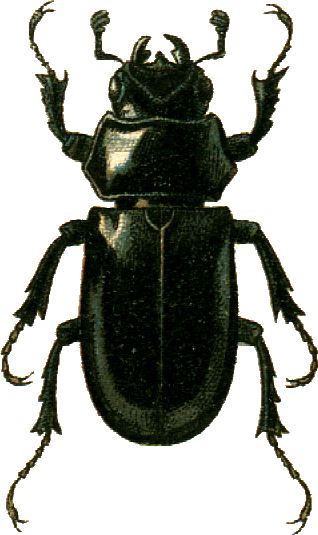
다우리아사슴벌레 암컷. Jacobson의 삽화.
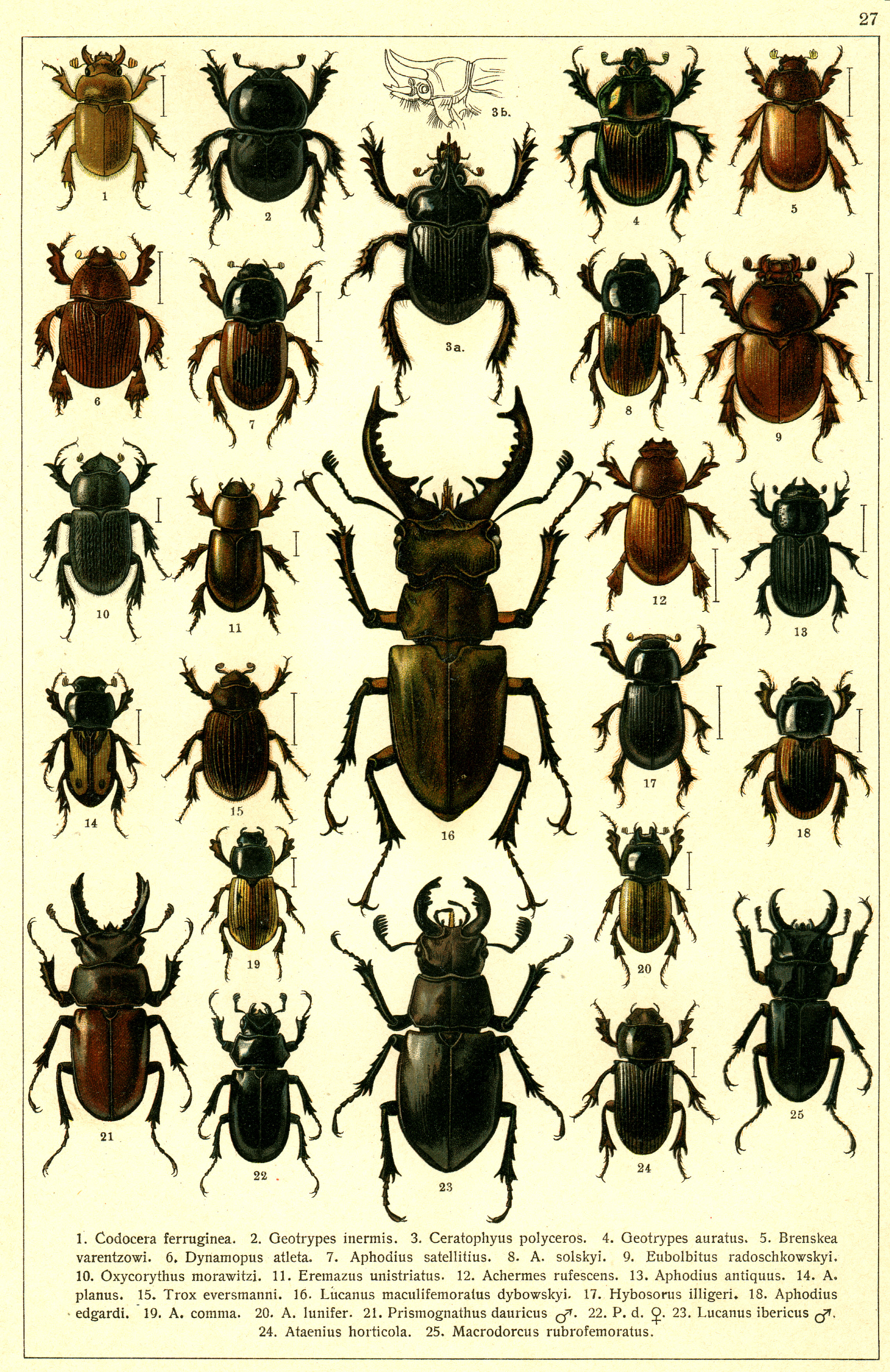
21번이 수컷,22번이 암컷. Jacobson의 삽화.